# Ужасный доктор Орлофф
«Ужасный доктор Орлофф» — испано-французский фильм ужасов 1962 года режиссёра Хесуса Франко. Премьера фильма состоялась 14 мая 1962 года. Впоследствии вышло ещё шесть сиквелов фильма. Фильм принёс режиссёру Хесусу Франко мировую известность и стал своеобразной отправной точкой для его дальнейшей деятельности.

## Сюжет
В одном из кабаре начали бесследно исчезать певицы. Вскоре за расследование пропаж девушек берётся полиция, в чём ей соглашается помочь невеста одного из полицейских инспекторов по имени Таннер. Она создаёт себе образ девушки лёгкого поведения и проникает в это кабаре. Здесь же вскоре она становится самым пристальным объектом внимания двух странных личностей: доктора Орлоффа и его помощника, слепого мужчины по имени Морфо. Оказывается, именно доктор Орлофф похищал этих девушек, доставлял их в свой замок и там снимал с них кожу, дабы возвратить своей изуродованной сестре Мелиссе её прошлую красоту.

## Образы
Сценарий фильма стал своеобразной реминисценцией сюжета ранее вышедшего фильма «Глаза без лица» режиссёра Жоржа Франжю, а имя самого главного героя было позаимствовано из романа «Мёртвые глаза Лондона» Эдгара Уоллеса (однако сам Франко в интервью Svoboga.org утверждал, что он дал имя антагонисту в честь голливудского скрипача Юджина Орлоффа). Помимо этого, в титрах фильма делается указание на то, что фильм снят по роману Дэвида Кюна, но такого писателя не существует, а имя Дэвид Кюн является одним из множества псевдонимов самого режиссёра Хесуса Франко.

## В ролях
- Ховард Вернон — доктор Орлофф
- Конрадо Сан Мартин — полицейский инспектор Таннер
- Диана Лорис — Ванда Бронски
- Перла Кристаль — Арне
- Мария Сильва — Дани
- Рикардо Валье — Морфо